# Roanoke Rapids
Roanoke Rapids è una città degli Stati Uniti d'America, situata nella Contea di Halifax nello Stato della Carolina del Nord.